# Sam Bewley
Samuel Ryan "Sam" Bewley (nascido em 22 de julho de 1987, em Rotorua) é um ciclista profissional neozelandês, que atualmente corre para a equipe Orica-Green EDGE.